# Boophis burgeri
A Boophis burgeri a kétéltűek (Amphibia) osztályába, a békák (Anura) rendjébe és az aranybékafélék (Mantellidae) családjába tartozó faj. Nevét Marius Burger tiszteletére kapta, aki nagy segítséget nyújtott a terepi munkákban.

## Előfordulása
A faj Madagaszkár endemikus faja. A sziget keleti részén, az Andasibe-Mantadia Nemzeti Park esőerdőiben 800–900 m-es magasságban honos. Erdei patakok mentén él és szaporodik. Természetes élőhelye a szubtrópusi vagy trópusi párás síkvidéki erdők és folyók. Élőhelyének elvesztése fenyegeti a mezőgazdasági tevékenység, a fakitermelés, a faszénégetés, a legeltetés és az invazív eukalpituszfajok miatt.